# Miscogaster discedens
Miscogaster discedens is een vliesvleugelig insect uit de familie Pteromalidae. De wetenschappelijke naam is voor het eerst geldig gepubliceerd in 1942 door Otten.